# 696
696 (DCXCVI, na numeração romana) foi um ano bissexto do século VII, do Calendário Juliano, da Era de Cristo, teve início a um sábado e terminou a um domingo. As suas letras dominicais foram B e A.
| Ano completo                      |
| --------------------------------- |
| Ano bissexto com início ao sábado |